# Dora Thorne (film 1910)
Dora Thorne è un cortometraggio muto del 1910. Il nome del regista non viene riportato nei credit del film.
Il soggetto è tratto dal romanzo Dora Thorne di Bertha M. Clay che fu poi adattato sullo schermo in altre versioni.

## Trama
L'amore contrastato di Dora, la bellissima figlia di un giardiniere, per il giovane Roland, il figlio di un conte. Il padre di Dora, pensando che da quella relazione non può nascere niente di buono, cerca di far sposare la ragazza a Holt, un uomo scelto da lui. I due innamorati, presi in una rete di malintesi e di equivoci, vengono separati, convinti ognuno che l'altro sia in procinto di sposare un altro. Alla fine, quando si rivedono, Dora cerca di sfuggire a Roland, credendo che lui l'abbia tradita, e si butta nel fiume. Lui la salva e, finalmente, hanno una spiegazione che li riunisce. Roland, allora, supera tutti gli ostacoli, riuscendo a portare sull'altare la figlia del giardiniere.

## Produzione
Il film fu prodotto dalla Selig Polyscope Company.

## Distribuzione
Distribuito dalla General Film Company, il film - un cortometraggio in una bobina - uscì nelle sale cinematografiche statunitensi il 22 agosto 1910.

## Differenti versioni
Il romanzo della scrittrice inglese Bertha M. Clay (pseudonimo di Charlotte Mary Brame 1836-1884) fu portato sullo schermo in differenti versioni cinematografiche:
- Dora Thorne con Kathlyn Williams (1910)
- Dora Thorne, regia di George Nichols con Marguerite Snow (1912)
- Dora Thorne, regia di Lawrence Marston con Lionel Barrymore (1915)